# Forst Schmalwasser-Nord
Forst Schmalwasser-Nord är ett kommunfritt område i Landkreis Rhön-Grabfeld i Regierungsbezirk Unterfranken i förbundslandet Bayern i Tyskland.